# Marcellus (Town, New York)
Marcellus ist eine Town im Onondaga County im US-amerikanischen Bundesstaat New York. Das U.S. Census Bureau hat bei der Volkszählung 2020 eine Einwohnerzahl von 6.066 ermittelt.

## Geographie
In einer Entfernung von rund 18 Kilometern befindet sich Syracuse im Osten. Die Seengruppe der Finger Lakes beginnt acht Kilometer entfernt im Südwesten. Das Südufer des Ontariosees befindet sich in einer Entfernung von ca. 50 Kilometern im Norden. Die Ost-West-Verbindungsstraße New York State Route 175 sowie die Nord-Süd-Verbindung New York State Route 174 treffen sich im Stadtzentrum.

## Geschichte
Die Stadt wurde im Jahr 1794 gegründet. Der für die Namensgebung zuständige Verantwortliche des Stadtrates, der ein Bewunderer der Klassischen Altertumswissenschaft war, gab dem Ort in Anlehnung an den römischen Feldherrn Marcus Claudius Marcellus daraufhin den Namen „Marcellus“. Auch weitere in der Nähe befindliche Orte im Onondaga County wurden aus dem gleichen Grund mit Namen aus der römischen Geschichte versehen: Cicero, Camillus, Fabius, Lysander, Manlius und Pompey. Die Bewohner von Marcellus waren zunächst überwiegend in der Holzwirtschaft beschäftigt. Nach Inbetriebnahme der Syracuse and Auburn Railroad 1836 entwickelte sich der Ort auch zum Warenumschlagsplatz. Im Jahr 1839 wurde bei Probebohrungen ein sehr erdgashaltiges Gestein unter der Stadt Marcellus entdeckt. Diese geologisch bedeutsame Formation, die sich weiträumig unter den gesamten Appalachen erstreckt, wurde deswegen Marcellus-Formation genannt. Zu Beginn des 21. Jahrhunderts wurde aufgrund weltweit steigender Energiepreise versucht, mit Hilfe des Hydraulic-Fracturing-Verfahrens (Fracking) diese Erdgasreserven in der Region großtechnisch zu nutzen. Weitere Untersuchungen bezüglich der Umweltverträglichkeit und Wirtschaftlichkeit des Verfahrens werden durchgeführt.

## National Register of Historic Places
Das Tefft-Steadman House wurde in das National Register of Historic Places aufgenommen.

## Demografie
Im Jahr 2010 wurde eine Einwohnerzahl von 6210 Personen ermittelt. Die maßgeblichsten Einwanderungsgruppen während der Anfänge der Stadt kamen zu 23,2 % aus Irland, zu 16,8 % aus Deutschland, zu 15,9 % aus England, zu 8,4 % aus Italien und zu 6,0 % aus Polen.

## Söhne und Töchter der Stadt
- Dan Beach Bradley (1804–1873), protestantischer Missionar in Siam
- Nathan K. Hall (1810–1874), US-Postminister
- Alonzo Sessions (1810–1886), Politiker, Vizegouverneur von Michigan
- Frederick Humphreys (1816–1900), Homöopath
- Henry Van Aernam (1819–1894), Politiker, Vertreter von New York im US-Repräsentantenhaus
- Stephen Joseph Rossetti (* 1951), Priester, Autor und Psychologe